# Cerithiopsis signa
Cerithiopsis signa är en snäckart som beskrevs av Bartsch 1911. Cerithiopsis signa ingår i släktet Cerithiopsis och familjen Cerithiopsidae. Inga underarter finns listade i Catalogue of Life.